# تفنگ ساچمه‌زنی (فیلم)
«تفنگ ساچمه‌زنی» (انگلیسی: Shotgun (film)) یک فیلم است که در سال ۱۹۵۵ منتشر شد.